# 坂爪洋美
坂爪 洋美（さかづめ ひろみ）は、日本の経営学者、法政大学キャリアデザイン学部教授。 博士（経営学）（慶應義塾大学・2003年）。専門は経営学、産業・組織心理学、社会心理学。

## 経歴
1989年慶應義塾大学文学部卒業後、人材紹介業勤務を経て、1996年慶應義塾大学大学院社会学研究科博士前期課程修了。2001年3月慶應義塾大学大学院経営管理研究科博士後期課程修了。2003年2月25日、博士論文「キャリアオリエンテーションに関する研究 : 個人-組織適合の観点から」により博士（経営学）を取得（授与番号は甲第2094号）。2000年より和光大学人間関係学部に心理学担当の専任講師として就任。2004年より同大学人間発達学科助教授に就任、2009年より同大学現代人間学部心理教育学科教授に昇格。2015年4月より法政大学キャリアデザイン学部教授就任。

## 人物
研究キーワードは管理職、短時間勤務制度、両立支援策、均衡処遇、リーダーシップ行動、組織コミットメント、キャリア発達、ワーク・ライフ・バランス、career development、Work-Life Balanceなど。
企業内における人的資源管理について、主として心理学の視点から研究を進めている。研究テーマのひとつであるワークライフバランスについては企業の両立支援策が組織と従業員に与える影響を量的調査と質的調査で進めている。また中間管理職のリーダーシップ行動がどのように影響するかも国際比較を交えて調べている。次に中間管理職のリーダーシップ行動がで就業形態時間管理の変化と多様化の中で、どのように変化するかを調べている。
2010年11月14日、経営行動科学会大会において、研究発表「大学生の職業興味の特徴と安定性の検討―性差ならびに所属学部による違い―」(渡辺直登と共同研究)により、大会優秀賞を受賞した。
著書『キャリア・オリエンテーション―個人の働き方に影響を与える要因』では、キャリア成長に影響のあるキャリア・オリエンテーションを類型に分け、その特徴を明確化した。
2015年10月13日開催の2015年雇用問題フォーラム『雇用改革の議論の行方とこれからの雇用社会！』(主催者はNPO法人人材派遣・請負会社のためのサポートセンター)では、パネルディスカッションのコーディネーターを務めた。講師は濱口桂一郎、水町勇一郎など雇用労働問題の専門家であった。2017年1月20日には、グッドキャリア企業アワード2016表彰式において、基調講演「今の社会に必要なキャリア支援」を行った。